# Green Flag Award
Green Flag Award är en internationell utmärkelse som tilldelas offentligt tillgängliga parker och grönytor. Utmärkelsen förvaltas på licens från det brittiska regeringsdepartementet 'Department for Levelling Up, Housing and Communities' av organisationen Keep Britain Tidy, som även ansvarar för det operativa arbetet med utmärkelsen i England.

## Historia
Green Flag Award lancerades 1996 och delades ut för första gången 1997 av det brittiska ministeriet för bostäder, samhällen och lokala myndigheter (Ministry of Housing, Communities and Local Government, MHCLG). Syftet var att etablera gemensamma standarder för god parkförvaltning, att motivera och utvärdera finansieringen samt att öka antalet parkbesökare. Utmärkelsen förvaltades ursprungligen av välgörenhetsorganisationen Civic Trust på uppdrag av MHCLG, fram tills de förlorade kontraktet och gick i konkurs 2009. 
Sedan 2012 har utmärkelsen förvaltats av organisationen Keep Britain Tidy. Systerorganisationerna Keep Scotland Beautiful, Keep Wales Tidy och TIDY Northern Ireland ansvarar för utmärkelsen i övriga delar av Storbritannien. Internationellt hanteras utmärkelsen av olika organisationer i respektive land.

## Syfte och beskrivning
Syftet med programmet är att främja standarder för god förvaltning och bästa praxis inom grönområdessektorn. Det beskrivs av dess emittenter, Keep Britain Tidy, som en "internationellt erkänd standard för välskötta parker och grönområden". I oktober 2021 tilldelades 2227 parker och öppna ytor Green Flag Award. 
Även om offentliga parker och grönytor utgör de flesta av mottagarna, delas Green Flag Award också ut till anläggningar med andra användningsområden, såsom Loughborough University och Bluewater Shopping Centre i Storbritannien, för förvaltningen av deras utemiljöer. 

## Styrning
Green Flag Award förvaltas på uppdrag av det brittiska regeringsdepartementet (Department for Levelling Up, Housing and Communities) av organisationen Keep Britain Tidy. Organisationen ansvarar även för det operativa arbetet med utmärkelsen i England  och flera andra länder, inklusive Australien, Sverige och USA. 

## Ackreditering
Utemiljöförvaltningar som önskar kan ansöka om utmärkelsen och betala en avgift för att bedömas av ideella domare. Bedömningsprocessen innefattar både anonyma besök och granskning av såväl parken som förvaltningens skötselplaner. Ansökande anläggningar utifrån följande kriterier:
1. En välkomnande plats (A Welcoming Place)
2. Hälsosam, säker och trygg (Healthy, Safe and Secure)
3. Välskött och ren (Well Maintained and Clean)
4. Miljöledning (Environmental Management)
5. Biologisk mångfald, landskap och kulturarv (Biodiversity, Landscape and Heritage)
6. Samhällsengagemang (Community Involvement)
7. Marknadsföring och kommunikation (Marketing and Communication)
8. Förvaltning (Management)

Om en anläggning inte uppfyller domarnas krav kan utmärkelsen dras tillbaka. Ett exempel på detta är Finsbury Park i norra London som förlorade sin Green Flag 2018. 